# Північ (час доби)

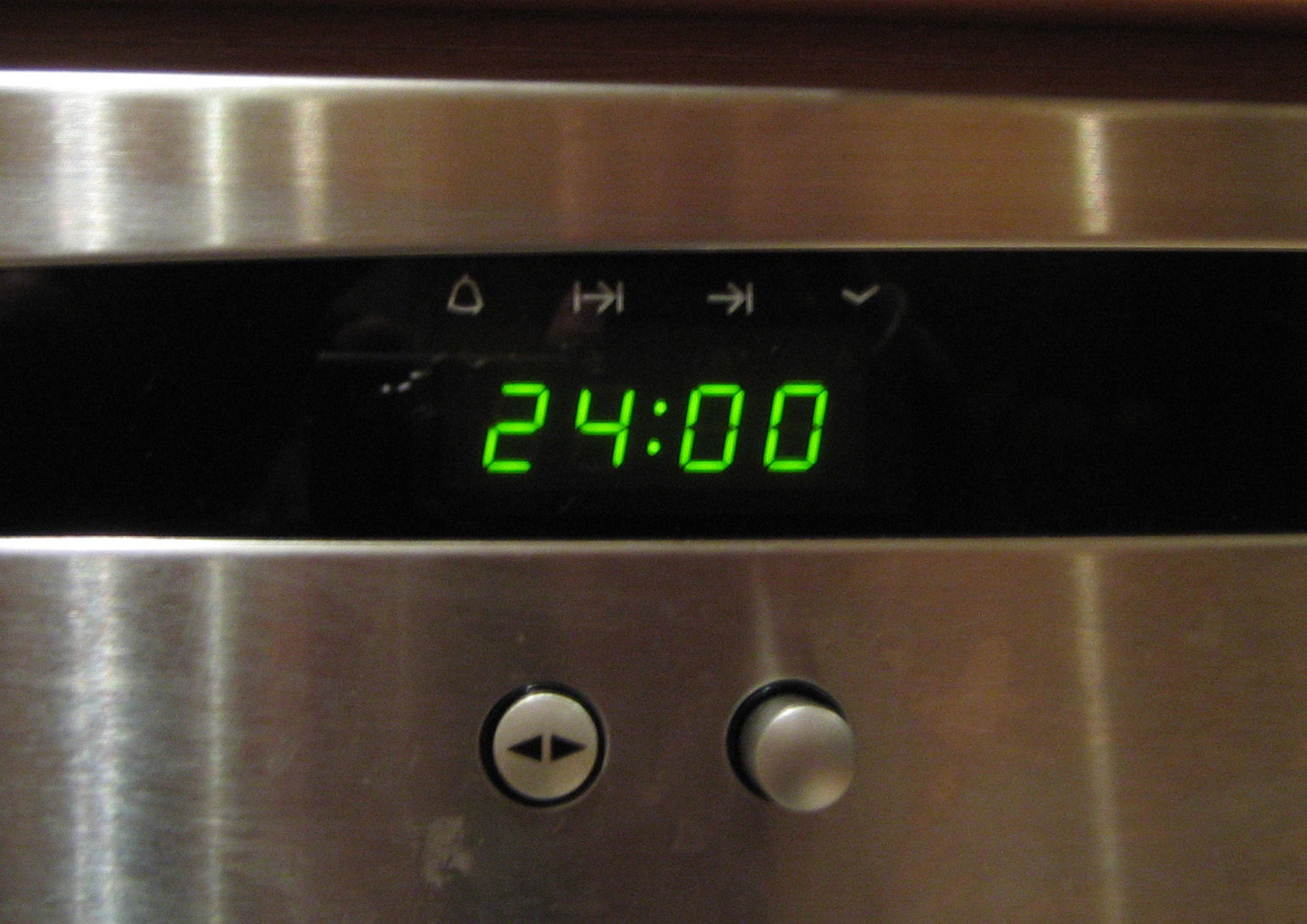
Електронний годинник показує північ

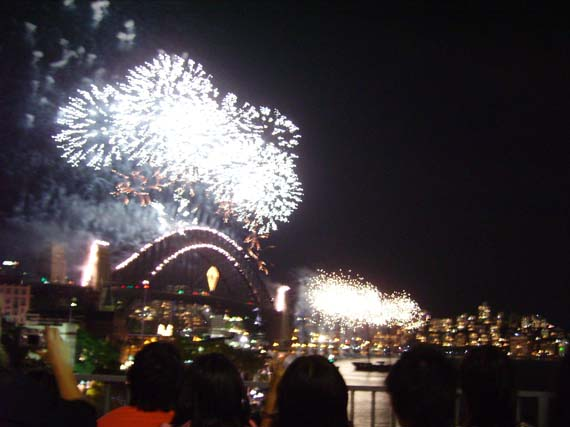
Новорічний салют опівночі, Сідней

Пі́вніч, рідше опі́вніч, полуні́ч — час, що в більшості західних культур, відповідає завершенню однієї доби та початку іншої. Позначається як «0 годин 0 хвилин» або «24 години 00 хвилин». За англо-саксонською системою обліку часу північ відповідає 12h 00 a.m.
Північ може розглядатися як час за прийнятим поясом часу, при проходженні сонця через меридіан, або астрономічно для даного місця як момент нижньої кульмінації центру істинного (середнього) сонця.

## Традиції

### Новий Рік
Північ є очікуваним моментом під час святкування Нового Року. Зазвичай з дванадцятим ударом годинника святкувальники вітають один одного з приходом нового року. У цю мить починається новорічний салют.

### У християнстві
- Опівночі зазвичай починається урочисте  пасхальне богослужіння.
- Католицька опівнічна служба божа традиційно відбувається на Святвечір напередодні Різдва.

### Північ у магії і містиці
Північ вважається часом коли темні сили виходять на полювання: коли починається час нічних кошмарів, коли нечисть панує над світом (див. наприкл., Вальпургієва ніч, Шабаш).

#### Північ як магічна мить
У багатьох казках північ виступає магічною миттю, коли відбуваються дивовижні перетворення й казкові зміни. У казці Шарля Перро «Попелюшка» саме опівночі втрачають свою силу чари й всі аксесуари принцеси перетворюються на банальні господарські предмети.

### Інше
Людей, що довго не лягають спати, займаються чим-небудь до пізньої ночі, називають «полуночниками».